# مستنشق
تشكل المُستنشقات (بالإنجليزية: Inhalants)‏ طيفًا واسعًا من المواد الكيميائية المنزلية والصناعية التي يمكن لأبخرتها المتطايرة أو غازاتها المضغوطة أن تتكثف وتُستنشق عبر الأنف أو الفم مؤديًة إلى التسمم دون قصد من الجهة المصنعة. تُستنشق هذه المواد في درجة حرارة الغرفة عبر التطيير (كما في حالة الجازولين أو الأسيتون) أو من علبة مضغوطة (مثل أكسيد النيتروس أو البوتان)، ولا تشمل الأدوية المستنشقة بعد الحرق أو التسخين. يُعد كل من نتريت الأميل (عبوات البوبرز) وأكسيد النيتروس والتولوين (مُذيب مُستخدم بكثرة في الإسمنت التماسي وأقلام التخطيط الدائمة وأنواع معينة من الصمغ) من المُستنشقات، لكن تبغ التدخين والمرجوانا والكوكايين لا تنتمي إليها رغم أنها تُستنشق بأشكالها الدخانية أو البخارية.
يصف بعض العاملين في المجال الطبي بعض المستنشقات لأغراض طبية كما في حالة المخدرات الإنشاقية وأكسيد النيتروس (عامل مزيل للقلق ومسكن للألم يصفه أطباء الأسنان)، لكن هذه المقالة تركز على الاستخدام الإنشاقي للغازات المنزلية والصناعية والأصماغ والمحروقات والمنتجات الأخرى بطريقة غير مقصودة من قبل الجهة المُصنعة مؤديةً إلى التسمم وتأثيرات نفسية أخرى. تُستخدم هذه المنتجات لأغراض استجمامية بسبب تأثيرها السمي. وفقًا لتقرير صادر عن المعهد الوطني لتعاطي المخدرات عام 1995، يحدث أخطر استخدام للمُستنشقات بين أطفال الشوارع المشردين بدون أي روابط أسرية، وتمثل المستنشقات المادة الوحيدة التي يشيع استخدامها بين المراهقين الصغار أكثر من الفئات الأكبر عمرًا. يستنشق مستخدمو المُستنشقات البخار أو الغازات المتطايرة عبر أكياس بلاستيكية توضع على الفم أو عبر التنفس من قطعة قماشية منقوعة بمادة مذيبة أو من وعاء مفتوح، وتُعرف هذه الممارسات عمومًا «بالشم» أو «النفخ».
تتفاوت تأثيرات المُستنشقات بين التسمم كحولي الشكل والابتهاج الشديد إلى الهلوسات الحية وفقًا للمادة والجرعة. يتأذى بعض مُستخدمي المُستنشقات بسبب التأثيرات الضارة للمُذيبات أو الغازات أو نتيجة تأثير المواد الكيميائية المُستخدمة في المنتجات المُستنشقة، وكما مع أي دواء استجمامي، يمكن أن يتضرر مستخدمو المُستنشقات بسبب سلوكهم الخطير خلال حالة التسمم مثل القيادة تحت تأثير الكحول. تحدث الوفاة في بعض الحالات بسبب نقص التأكسج وذات الرئة وقصور القلب أو توقفه أو استنشاق المواد الطعامية المرافقة للإقياء. تُشاهد أذية الدماغ نموذجيًا مع الاستخدام المزمن طويل الأمد للمذيبات خلافًا للتعرض قصير الأمد.
رغم شرعية استخدام العديد من المواد الإنشاقية، اتخذت بعض السلطات القضائية إجراءات قانونية للحد من وصول القاصرين إليها، ورغم أن الصمغ المذيب يُعد منتجًا قانونيًا في الأحوال الطبيعية، حكمت محكمة إسكتلندية بأن توفير الصمغ للأطفال غير قانوني إذا علم المتجر بنيتهم استنشاق الصمغ. شرعت 38 ولاية من أصل 50 في الولايات المتحدة قوانين تمنع توفير المستنشقات المتنوعة لمن لم يبلغوا 18 عامًا أو تجعل استخدامها غير قانوني.

## التصنيف
يمكن تصنيف المُستنشقات وفقًا للوظيفة المقصودة، إذ توجد أغلب الأدوية الإنشاقية المُستخدمة خارج سياقها الطبي في المنتجات الكيميائية الصناعية أو المنزلية التي يُفترض ألا تتوفر بأشكال مركزة أو استنشاقية. هناك القليل من الأدوية الإنشاقية الاستجمامية التي تمثل منتجات صيدلانيةً تُستخدم بأساليب غير شرعية.

### فئة المُنتج
يمكن تصنيف المُستنشقات وفقًا لفئة المُنتج، إذ توجد ثلاثة أصناف رئيسة: المذيبات والغازات والعقاقير الطبية التي تُستخدم بصورة غير قانونية.

#### المُذيبات
تُستخدم تشكيلة واسعة من المذيبات المتطايرة المعدة للاستعمال الصناعي أو المنزلي لأغراض ترفيهية، ويشمل ذلك المنتجات النفطية (الجازولين والكيروسين) والتولوين (المُستخدم في الطلاء وأقلام التعليم الدائمة والإسمنت التماسي وصمغ القولبة) والأسيتون (المستخدم في مزيل طلاء الأظافر). تتبخر هذه المذيبات في درجة حرارة الغرفة. يلجأ البعض أحيانًا لاستنشاق الإيثانول (الكحول المستخدم للشرب عادةً) لكن هذا لا يمكن أن يحدث في درجة حرارة الغرفة. يجب أن يتحول الإيثانول من الحالة السائلة إلى الغازية (بخار) أو الإرذاذية في بعض الحالات باستخدام رذاذة (آلة تحول السائل إلى رذاذ). حُظر بيع أجهزة الإرذاذ لاستنشاق الإيثانول في بعض الولايات الأمريكية بسبب مخاوف صحية.

#### الغازات
قد تستخدم بعض أنواع الغازات المعدة للاستخدام المنزلي أو الصناعي لأغراض ترفيهية، وهذا يشمل الكلوروفلوروكربونات المُستخدمة في البخاخات (مثل بخاخ الشعر ومزيل التعرق). يلجأ البعض إلى استنشاق أكسيد النيتروس (وهو غاز يُستخدم في علب الكريمات المخفوقة الإرذاذية) لأهداف استجمامية، ويستنشق آخرون الغاز الموجود في علب البروبان والبوتان المضغوطة المُعدة للاستخدام كوقود.

#### المخدرات الطبية
تُستخدم العديد من المُخدرات الطبية لأغراض ترفيهية، وتشمل ثنائي إيثيل الإيثر (دواء خرج من الاستخدام الطبي بسبب قابليته العالية للاشتعال وتطوير بدائل أكثر أمانًا) وأكسيد النيتروس الذي شاع استخدامه بين أطباء الأسنان خلال العقد الثاني من القرن الحادي والعشرين لتخفيف القلق خلال التداخلات السنية. ظهرت الاستخدامات الترفيهية لثنائي إيثيل الإيثر منذ فترة طويلة، وتشابه تأثيرات التسمم بهذه المادة تأثيرات التسمم بالكحول لكنها تفوقها قوةً. وبسبب مناهضتها لمركب ن-مثيل-د-أسبارتات، قد يشعر الشخص بجميع التأثيرات المخلة بالنفس المشاهدة في العوامل التقليدية المسببة للتفارق مثل الكيتامين على شكل حلقات من التفكير المفرط والشعور بانفصال العقل عن جسد.
يُعد أكسيد النيتروس مخدرًا سنيًا ذو استخدامات ترفيهية يلجأ إليه الأشخاص القادرون على الحصول على علب الغاز الطبية (مثل اختصاصيي صحة الأسنان أو أطباء الأسنان) أو عبر استخدام الغاز الموجود في علب الكريمات المخفوقة الإرذاذية. يمكن أن يُسكن استنشاق أكسيد النيتروس الألم أو يبدد الشخصية والواقع أو يسبب الدوخة والابتهاج وبعض التشويش الصوتي.

### التصنيف حسب التأثير
من الممكن أيضًا تصنيف المستنشقات وفقًا لتأثيرها على الجسم. تعمل بعض المذيبات كعقاقير مهدئة تؤدي للشعور بالارتخاء أو النعاس، في حين تؤدي عقاقير أخرى إلى زيادة النشاط. تملك العديد من المستنشقات تأثير الغازات الخانقة في المقام الأول نتيجة تأثيرها البدئي المؤدي إلى الحرمان من الأكسجين. يمكن تصنيف أكسيد النيتروس ضمن العقارات الافتراقية لأنه قد يسبب هلوسات بصرية وسمعية. قد تملك العوامل الأخرى تأثيرًا مباشرًا أقوى على المستقبلات، إذ تظهر آليات عمل متنوعة، لكن ما تزال آليات عمل العديد من المستنشقات غير الطبية مبهمةً نوعًا ما. يُعتقد أن الغازات المخدرة المستخدمة في الجراحة مثل أكسيد النيتروس أو الإنفلوران تحرض التخدير أساسًا عبر مناهضة مستقبل «نمدا» وحصر الأقنية المفتوحة التي ترتبط مع الوجه الداخلي لأقنية الكالسيوم على السطح الخارجي للعصبون، وتؤمن مستويات عاليةً من حصار مستقبل نمدا لمدة زمنية قصيرة.
هذا يجعل الغازات المخدرة المستنشقة مختلفة عن مناهضات نمدا الأخرى مثل الكيتامين الذي يرتبط إلى موقع تنظيمي على معقد ناقل الكالسيوم الحساس لنمدا ويؤمن مستويات أقل بعض الشيء من حصار المستقبل، لكن لمدة أطول وأكثر قابليةً للتوقع. يسهل هذا تحقيق مستوًى أعمق من التخدير باستخدام الغازات المخدرة، لكن يمكن أن يجعلها أكثر خطورة من الأدوية الأخرى المستخدمة لهذا الغرض.